# Чагуни, Баба
Баба Чагуни́ (фр. Baba Tchagouni; 31 декабря 1990, Ломе, Того) — тоголезский футболист, вратарь клуба «Марманд 47» и сборной Того.

## Клубная карьера
Свою футбольную карьеру Воме начал в клубе «Академи Планет Фут».
В 2004 году присоединился к клубу «Мартиг». 19 января 2008 года дебютировал за французскую команду в игре против «Арль-Авиньон». В следующей игре 26 января с клубом «Антант» уже на 6 минуте встречи был удалён с поля. В сезоне 2007/08 больше участия в играх своего клуба не принимал. В последующем сезоне отыграл 4 игры, пропустив 7 раз.
30 сентября 2009 года было объявлено о трансфере тоголезца в «Дижон», выступавший в Лиге 2. Игрок заключил двухлетний контракт с клубом. Дебютный матч Чагуни провёл 19 октября 2010 года, выйдя на поле после удаления Франка Гранделя.
В сезоне 2011/12 Баба был вторым голкипером «Дижона», вышедшего в Лигу 1. Чагуни принял участие в 2 матчах Кубка Франции и 2 играх Кубка французской лиги.
Летом 2013 года, Чангани, получавший очень мало игровой практики, стал свободным агентом.

## Карьера в сборной
В составе молодёжной сборной Того Чагуни занял второе место на молодёжном чемпионате Африки 2007 и получил право принять участие в Чемпионате мира 2007 в Южной Корее. На турнире сыграл только во встрече первого тура группового этапа против сборной Коста-Рики.
14 ноября 2009 года дебютировал в сборной Того в матче квалификации к чемпионату мира 2010 против сборной Габона. Был включён в состав сборной на Кубок африканских наций 2010, однако из-за нападения на автобус с игроками сборной, тоголезцы покинули турнир.
Воме был включён в заявку тоголезцев на Кубок африканских наций 2013. На турнире принял участие только в м атче первого тура группового этапа против сборной ДР Конго. В оставшихся матчах Кубка ворота сборной защищал более опытный Косси Агасса.
Дове принимал участие в отборочных матчах своей сборной к Чемпионату мира 2014. Однако сборная Того не смогла пробиться на мундиаль.